# Gwen Norbeck Munson
Gwen Norbeck Munson es un personaje ficticio de la telenovela estadounidense As the World Turns de CBS . El proyecto cinematográfico fue presentado el 30 de marzo de 2005 y fue interpretada por Jennifer Landon hasta el 4 de abril de 2008 y nuevamente en 2010. Landon obtuvo tres premios Daytime Emmy a la Mejor Actriz Joven en 2006, 2007 y 2008. Originalmente mostrada como una menor de edad de clase baja e independiente, hasta volverse una mujer fuerte y dura, pero cuando está bajo presión, su vida se pone de cabeza.

## Historia del personaje
Gwen apareció en pantalla por primera vez como camarera en Al's, un conocido restaurante de la ciudad. Le planearon una cita con Will Munson, la cual término en desastre cuando él echó a Gwen del auto. Will estaba enamorado de Allison Stewart, por su lado Gwen tenía más interés en Casey Hughes, el mejor amigo de Will. Para acercarse a Casey, Gwen se hizo amiga de su novia Celia Ortega. Casey y Gwen guardaban un secreto en común y Casey intentaba mantenerla lejos de su círculo social, sin embargo ella pasó a formar parte de su grupo. Quedó claro que Gwen y Casey habían estado juntos anteriormente. Mientras Casey quería dejar atrás el pasado, Gwen tenía una noticia sorprendente: estaba embarazada.
Temerosa de decirle a Casey la verdad (para miedo de los problemas que podría traer con Celia, con quien se habían hecho grandes amigas), Gwen reveló la verdad a Will. Will tomó cargo de la situación y fingió ser el padre. Él mantuvo segura a Gwen, una chica menor de edad viviendo en un pequeño departamento en la ciudad, cuido el asistir a todas las citas del doctor y mantuvo su buena condición para la criatura. Cuándo la madre de Will, Barbara Ryan, descubrió que Will decía para ser el padre del bebé Gwen,  insista en una prueba de paternidad (cosa que nunca sucedió), por ello empezó la contienda de Barbara y Gwen la cual se tomaría unos meses en tornarse más tensa.
Gwen decidió dar al bebé en adopción a Rosanna Montgomery . Dio a luz prematuramente, gracias en parte a la falta de atención que recibió en su embarazo de temprana edad, y comenzó a conectarse con el bebé. Cuando Rosanna entró en coma después de que su automóvil la sacara de la carretera, Gwen pensó que ella y Will (de quien se enamoró) serían libres de tomar la custodia del bebé, pero Carly Snyder, la media hermana de Rossanna, lanzó un obstáculo al juego,ya que antes de entrar en coma, Rosanna le dijo a Carly que cuidara al bebé.
Gwen pidió la custodia del bebé, pero en el juicio, el juez quería que ella nombrara al padre del niño. Entre lágrimas, Gwen confesó que Casey era el padre de su hijo, no Will. Se realizó una prueba de paternidad y, sorprendentemente, ¡Casey no era compatible con el niño! Todos se pusieron en  contra Gwen, ya que la familia de Casey había sido influyente en Oakdale durante muchos años. Incluso Will se volvió contra ella.
Mientras Carly tenía la custodia del niño, Gwen tenía derechos de visita. Carly quería obligar a Gwen a salir de sus vidas una vez por todas, recurriendo a trucos sucios para sacarla de escena. La vida de Gwen se volvió aún más complicada cuando su madre, Iris Dumbrowski, llegó a Oakdale. El juez le otorgó a Gwen la custodia temporal con la condición de que viviera con Iris. A Iris no le gustaba Will y planeó que lo arrestaran por envenenarla. Gwen y Will se llevaron al bebé a la ciudad de Nueva York. Después de que Carly, Iris y el esposo de Carly, Jack, los siguieran, Gwen se enteró de que Carly era su media hermana; ¡compartían el mismo padre!
Iris fue a la cárcel por tenderle una trampa a Will y el bebé volvió con Carly y Jack. Salió a la luz una verdad sorprendente que conmocionó a todos: el bebé no era hijo de Gwen. En realidad, era el hijo de Jennifer Munson, la hermana de Will. Los bebés fueron cambiados al nacer por Craig Montgomery. Dado que el bebé de Gwen resultó ser de Jennifer, estaba claro que el bebé de Gwen era el que se creía que era de Jennifer: el que había muerto poco después de nacer.
Gwen y Casey repararon su relación y se hicieron amigas. Gwen y Will se enamoraron profundamente. Bárbara estaba decidida a oponerse a su amor y planeó separarlos. Cortó el fondo financiero de Will, dejando a los dos adolescentes sin un centavo, y reclutó a Hal para ayudar a desalojarlos de su apartamento. Después de semanas de vivir sin hogar, Gwen y Will huyeron a Springfield para casarse. Al regresar a la ciudad se mudaron con el padre de Will, Hal Munson, con la condición de que ambos regresaran a la escuela y se graduaran. Casey ayudó a Gwen a conseguir un trabajo en el nuevo club de música para adolescentes de su abuela, Crash, ya que Gwen había sido parte de una banda anteriormente.
Gwen descubrió que Jade Taylor ayudó a Will a hacer trampa en un examen. Gwen ayudó a asesorar a Carly con su divorcio de Jack. Oakdale Slasher mató a algunos de los compañeros de clase de Gwen e intentó matar a Gwen. Se reveló que Slasher era Eve, la hermana de Maddie. Jade Taylor fingió estar embarazada del hijo de Will y dejó a Gwen pensando en divorciarse. Cuando Gwen y Will descubrieron que Jade estaba fingiendo su embarazo, se reunieron. El hermano de Will, Adam, llegó a la ciudad inmediatamente después de la muerte de su padre (Hal Munson). Adam accedió a ser productor de la música de Gwen.
Amas estaba saliendo con Jade y al enterarse, Gwen detuvo la producción pues no quería a Jade Taylor cerca de su círculo social. Sin embargo, en su afán por crear su propia música, decidió seguir con el proyecto de la mano de Adam, emocionada por hacer lo más amaba. Al verla tan feliz y entusiasta, Adam comenzó a enamorarse de ella. Cuando fueron a Nueva York por un par de días para promocionar la canción de Gwen, Adam intentó acercarse a Gwen besándola, pero ella aclaró la situación recordándole que estaba casada. Adam aceptó su rechazo y se disculpó con ella pero siguió tratando de seducir a Gwen, sin importar lo que ella dijera. Así, cuando el dinero de Gwen y Will fue robado, Adam inculpo a Will con evidencia falsa haciendo creerle a Gwen que efectivamente el culpable era su pareja. Pero poco tiempo después se enteró de que el verdadero culpable era Casey. Will y Casey le dieron una oportunidad a su hermano y lo dejaron irse de Oakdale. Adam le pidió a Gwen que se encontraran con él en el bosque, para que pudieran despedirse. Aunque Gwen no se sentía cómoda con eso, decidió ir de todos modos. Allí, Adam le confesó su amor y, a pesar de que Gwen trató de rechazarlo, Adam la obligó a besarlo. De repente, Adam fue golpeado por detrás por Maddie, quien pensó que Adam trató de violar a Gwen. Desafortunadamente, Adam recibió un golpe tan fuerte que su cabeza estaba cubierta de sangre y no respiraba. Temiendo que lo hubieran matado y que fueran a la cárcel, Maddie y Gwen enterraron a Adam en el bosque. Poco después, Gwen descubrió que su anillo de bodas estaba enterrado junto con Adam. Asustada de muerte de que alguien pudiera encontrar el cuerpo junto con su anillo, Gwen fue a su tumba varias veces para encontrar su anillo, sin ningún éxito. Entonces, alguien comenzó a acechar a Gwen, enviándole flores muertas y caminando por su casa. Finalmente, Adam reveló que todavía estaba vivo y atacó a Gwen. Fue atrapado en medio de un ataque por Will y Casey, quienes lo dominaron y lo obligaron a aceptar dejar Oakdale para siempre.
Jade juro venganza por haber sido vencida por Gwen y Maddie. Al publicar un anuncio en Internet para un parecido a Gwen, llamó la atención de Cleo Babbit. No estaba claro lo que Jade pretendía que Cleo hiciera pero se abrió camino en la vida de Gwen y Will, buscando que él se enamorara de ella. Finalmente, cada vez más impaciente, Cleo admitió sus sentimientos a Will, quien la rechazó. En represalia, ella lo noqueó y luego secuestró a Gwen, atándola a una vía de tren junto a Jade, quien había tratado de advertir a la pareja y detener a la peligrosa Cleo. Gwen y Jade escaparon, y Cleo fue arrestada y nunca más se supo de ella.
La experiencia de Cleo cambió a Jade y la llevó a ser amable con Gwen antes de irse de la ciudad. Con la partida de su némesis de toda la vida, Gwen disfrutó de un momento feliz y libre de estrés con su esposo. Gwen sorprendió a Will con la noticia de que estaba embarazada en agosto de 2007. También en ese mes, Gwen se sorprendió al saber que su hermano mayor, Cole, estaba de vuelta en Oakdale, después de abandonarla diez años antes para hacer frente a una Iris borracha sola. Más tarde, Gwen abortaría, pero su vida fue salvada por Alison Stewart y su madre Susan Stewart .
Luego, Barbara les dice a su hijo y a Gwen que una pareja quiere dar en adopción a su hijo que aún no ha nacido. Gwen y Will tienen dudas ya que la pareja quiere permanecer en el anonimato, pero finalmente continúan con el plan. Lo que no saben es que esta pareja es en realidad Sofie Duran y su novio Cole Norbeck . El plan fue hecho por Barbara e Iris, quienes le pagaron mucho dinero a Cole por esto. A Sofie le dijeron que su bebé iría a manos de una pareja que también quería permanecer en el anonimato. Ambos lados continuaron con todo, hasta que Alison se enteró del plan. Se lo contó a Gwen y Will, quienes confrontaron a sus madres con sus planes. Bárbara admitió que no tenían otra forma de tener un bebé, porque ninguna agencia les permitiría adoptar un bebé debido al pasado de Will. Will rompió el vínculo con su madre e informó a Sofie. Una semana después, Sofie se puso de parto y Gwen y Will la ayudaron a dar a luz. Cuando Sofie está sola en su dormitorio, llora por Cole, que se fue de la ciudad, y por saber que no puede criar a este bebé. De vuelta en casa, Gwen se derrumba en los brazos de Will porque todavía quiere a este bebé. Sofía toma una decisión. Ella les dice a Gwen y Will que les dará a su bebé, si llega a ser parte de su vida.
Después de que Sofie firmó todos los derechos del bebé a Will y Gwen, sintió una conexión entre ella y su bebé. Ella pensó que desaparecería, pero no fue así. A medida que Sofie se involucraba cada vez más en la vida de Hallie (el nombre elegido por Gwen y Will para el bebé), Gwen y Will decidieron que sería mejor que Sofie se mantuviera alejada por un tiempo. A Sofie no le gustó esto y se derrumbó y se sintió deprimida. Mientras Will y Gwen dejaban que Barbara cuidara a Hallie, Sofie vino y preguntó si podía ver a Hallie. A Bárbara no le gustaba Sofie, así que dijo que no (de una manera mala). Más tarde, cuando Barbara estaba durmiendo la siesta (al mismo tiempo que Hallie está durmiendo la siesta), Sofie regresó y vio que Barbara había dejado la puerta abierta. Sofie se llevó a Hallie. Cuando Gwen y Will regresan, notan que la puerta está abierta y cuando encuentran a Hallie desaparecida, van a la policía. Ambos saben que fue Sofie quien se llevó al bebé. Aaron (un amigo tanto de Sofie como de Will y Gwen) va a buscar a Sofie y la encuentra en Nueva York. Finalmente, Sofie trae de vuelta a Hallie porque tiene fiebre. Gwen se siente mal por Sofie y sabe lo que se siente perder un bebé, por lo que convence a Will de que retire los cargos.
Sofie decide que quiere ir a la corte por la custodia de Hallie y se siente abandonada cuando Aaron testifica por Will y Gwen (porque es el padrino de Hallie). El juez otorga a Will y Gwen la custodia total de Hallie, y Sofie se siente aún más deprimida. A medida que pasa el tiempo, Gwen se siente cada vez más como si le hubieran quitado a Hallie a su madre, y aunque ama tanto a Hallie, no puede vivir consigo misma si esto continúa. Will intenta sacarla de eso, porque no quiere entregar a Hallie, pero a sus espaldas Gwen le da a Hallie a Sofie (no legalmente). Will regresa para descubrir que Gwen ya le ha dado a Hallie a Sofie y está enojado, pero aún ama a Gwen. Will espera que Gwen cambie de opinión y recupere a Hallie antes de que Sofie se convierta legalmente en la madre de Hallie.
Cuando Hallie se enferma, Gwen está allí para ayudar a Sofie. Mientras ayudan a Hallie a tiempo, Sofie se da cuenta de que, aunque es la madre biológica de Hallie, no es lo que le conviene a Hallie. Gwen y Will lo son. Sofie le devuelve a Hallie a Gwen y Will por última vez. Después de esto, Gwen y Will deciden irse de la ciudad con Hallie, para comenzar una nueva vida solo con ellos tres.
Se ha dicho que el personaje de Hallie "encarna el arquetipo junguiano " del Niño, debido al pronunciado modo de interacción entre Hallie y los otros personajes de la serie.